# Zespół łokciowo-sutkowy
Zespół łokciowo-sutkowy (zespół Schinzela, ang. Ulnar-mammary syndrome, Schinzel syndrome, UMS, ulnar-mammary syndrome of Pallister) – rzadki zespół wad wrodzonych uwarunkowany genetycznie, o autosomalnym dominującym sposobie dziedziczenia i dużej zmienności fenotypowej, objawiający się wadami gruczołów apokrynowych, kończyn, zębów i włosów oraz hipogonadyzmem.

## Historia
Zespół łokciowo-sutkowy został opisany już w 1882 roku przez Gilly’ego u kobiety z hipoplazją sutków, brakiem 3. i 5. palców oraz kości łokciowej. W 1973 roku przypadek zespołu zbadał Schinzel (ale doniesienie o nim opublikował dopiero w 1987). W 1978 roku Pallister, Hermann i Opitz przedstawili pełny opis zespołu wad u młodej kobiety, na który składały się wady kości łokciowych, przedramion, tkanki gruczołowej sutków, pachowych gruczołów apokrynowych, zębów, podniebienia, kręgosłupa i układu moczowo-płciowego.

## Etiologia
Gen odpowiadający za fenotyp zespołu łokciowo-sutkowego, TBX3, znajduje się w locus 12q23-q24.1. Mutacje w sekwencji genu kodującej domenę wiążącą DNA, niezależnie od typu (missense, delecje, przesunięcia ramki odczytu) powodują malformacje kończyn, nieprawidłowy rozwój gruczołów apokrynowych i narządów płciowych. Najczęstsze są mutacje:
- typu missens: L143P i Y149S
- typu nonsens: Q360TER, S343TER
- mutacje miejsca splicingowego: IVS+1G – IVS2+1G
- mutacje przesunięcia ramki odczytu
- małe duplikacje.

## Objawy
- wady kończyn: bardzo zmienne, u większości pacjentów dotyczą łokciowej części przedramienia
  - hipoplazja dystalnych paliczków 5. palca
  - hipoplazja lub aplazja kości łokciowej i palców 3., 4. i 5.
  - pozaosiowe duplikacje palców
  - kamptodaktylia
  - syndaktylia
- nieprawidłowości budowy gruczołów apokrynowych:
  - hipoplazja lub aplazja sutków
  - hipoplazja brodawek sutkowych
  - dodatkowe brodawki sutkowe
  - brak zdolności pocenia się
- hipogonadyzm:
  - u mężczyzn: opóźnione dojrzewanie płciowe, skąpe lub nieobecne owłosienie okolic pachowych, mikropenis, wnętrostwo, małe jądra, obniżona płodność
  - u kobiet: skąpe lub nieobecne owłosienie okolic pachowych, niekiedy nieperforowana błona dziewicza
- nieprawidłowości uzębienia: przemieszczone zęby, anodoncja, hipodoncja
- inne nieprawidłowości:
  - otyłość
  - skąpe brwi w części bocznej
  - przerostowe zwężenie odźwiernika
  - agenezja nerki, malformacje nerek
  - hipoplazja płuc
  - przepuklina pachwinowa
  - malformacje odbytu i odbytnicy
  - wady układu mięśniowo-szkieletowego
    - krótkie przedramiona
    - hipoplastyczne kości ramienne, łopatki i obojczyki
    - hipoplastyczne mięśnie piersiowe większe
    - krótkie, zgięte dystalne paliczki palców stóp 4. i 5.

## Różnicowanie
- zespół dłoniowo-stopowo-płciowy
- zespół Finlaya i Marksa